# Euploea spiculifera
Euploea spiculifera är en fjärilsart som beskrevs av Moore 1883. Euploea spiculifera ingår i släktet Euploea och familjen praktfjärilar. Inga underarter finns listade i Catalogue of Life.